# 鄭端 (弘治進士)
鄭端（1464年—？），字司直，山東臨清衛籍直隸鹽城縣人，明朝政治人物。

## 生平
山東鄉試第三十三名舉人。弘治六年（1493年）中式癸丑科會試第十八名，三甲第二十六名進士。歷官刑部貴州司郎中，正德二年（1507年）三月升河南按察司副使，五年九月升陕西按察使，六年正月考察以才力不及降调。九年正月考察以年老致仕。

## 家族
曾祖鄭旺；祖父鄭友；父鄭俊，母湯氏；繼母馮氏。具庆下。